# 베일리와 버드
《베일리와 버드》(영어: Bird)는 2024년 개봉한 드라마 영화이다. 앤드리아 아널드가 감독과 각본을 맡았다. 2024년 칸 영화제 황금종려상 경쟁 후보작이다.

## 출연
- 배리 키오건
- 프란츠 로고프스키
- 니키야 애덤스
- 제이슨 부다
- 프랭키 박스
- 재스민 좁슨
- 조앤 매슈스
- 제임스 넬슨조이스
- 세라 베스 하버